# Нелсон Луїс Кершнер
Нелсон Луїс Кершнер (порт. Nélson Luís Kerchner) або Нелсіньйо (порт. Nelsinho; нар. 31 грудня 1962, Сан-Паулу, Бразилія) — бразильський футболіст, що грав на позиції захисника. По завершенні ігрової кар'єри — тренер.
Виступав за національну збірну Бразилії.
Шестиразовий переможець Ліги Пауліста.

## Клубна кар'єра
Вихованець футбольної школи клубу «Сан-Паулу». Дорослу футбольну кар'єру розпочав 1981 року в основній команді того ж клубу, в якій провів десять сезонів, взявши участь у 118 матчах чемпіонату.
Згодом з 1991 по 1992 рік грав у складі команд клубів «Фламенго», «Сан-Паулу» та «Корінтіанс».
Завершив професійну ігрову кар'єру у клубі «Касіва Рейсол», за команду якого виступав протягом 1993—1995 років.

## Виступи за збірну
1987 року дебютував в офіційних матчах у складі національної збірної Бразилії. Протягом кар'єри у національній команді, яка тривала 4 роки, провів у формі головної команди країни 18 матчів, забивши 1 гол.
У складі збірної був учасником розіграшу Кубка Америки 1987 року в Аргентині.

## Кар'єра тренера
Розпочав тренерську кар'єру, повернувшись до футболу після невеликої перерви, 2004 року, очоливши тренерський штаб клубу «Інтернасьйонал Лімейра». Наразі досвід тренерської роботи обмежується цим клубом.

## Досягнення
- Переможець Ліги Пауліста:

«Сан-Паулу»: 1980, 1981, 1985, 1987, 1989, 1991
- Переможець Панамериканських ігор: 1987